# 개러지밴드
개러지밴드(GarageBand)는 애플에서 제작한 DAW 소프트웨어이다. 기본적으로 샘플러, 드럼, 드럼 머신, 기타, 스트링, 키보드 등의 악기를 탑재하고 있으며, 전기 기타를 기기에 연결해서 클래식 앰프와 스톰박스 이펙트와 함께 연주하는 것도 가능하다. 스마트 악기(Smart Instruments)를 이용하면 초보자들도 손쉽게 반주나 비트를 만들 수 있다.